# Alpenus oligosticta
Alpenus oligosticta là một loài bướm đêm thuộc phân họ Arctiinae, họ Erebidae.